# Poslednja žrtva
Poslednja žrtva je 116. epizoda Zagora objavljena u Zlatnoj seriji #341 u izdanju Dnevnika iz Novog Sada. Na kioscima u bivšoj Jugoslaviji se premijerno pojavila u januaru 1977. godine. Koštala je 8 dinara (1,14 DEM; 0,43 $). Imala je 77 strana. Ovo je poslednji (peti) nastavak. Započela je u ZS-336, a nastavljena u ZS-337, 338 i 340.

## Originalna epizoda
Originalno, ovaj deo objavljen je premijerno u Italiji u svesci pod nazivom L'ultima vittima u #116 regularne edicije Zagora u izdanju Bonelija na dan 14. marta 1975. Epizodu je nacrtao Franci Bignoto, a scenario napisao Gvido Nolita. Naslovnicu je nacrtao Galijeno Feri. Koštala je 400 lira (0,67 $; 1,46 DEM).

## Kratak sadržaj
Zagor prihvata da bude talac Zmijske Zmije i Kajova u zamenu za Memfis Džoa pod uslovom da svi preživeli mogu mirno da napuste ostrvo i krenu ka Fort Trast gde ih čeka vojska. Zmija obećava Zagoru da će turisti moći da odu, nakon čega ih Zagor napušta i predaje se Kajovama. U Fort Trastu vojnici ne mogu da veruju svojim očima šta je preostalo od karavana.
Za to vreme, Kajove vezuju Zagora za stub mučenja i počinju obred mučenja. Najpre žene čiji su ratnici ubijeni iskaljuju svi bes na Zagoru kroz bićevanje. Zagor bez glasa trpi svaki udar biča. Nakon toga na red dolaze pojedinci ratnici, ali Zagor ih jednog po jednog odgovara od mučenja, podsećajuči ih kako ih je u prolosti spasao život. Poslednji na red dolazi Zimska Zmija koji je ljut na svoje saborce i ponovo izaziva Zagora na dvoboj. Zagor ga ponovo pobeđuje, ali ne ubija. Iako izmoren, izmučen i pun ožiljaka od bičevanja, Zagor skaće sa litice u reku i nakon par minuta ponovo se javlja indijancima svojim legendarnim pokličem. Indijanci su sada još više uvereni da je Zagor nadljudsko biće.
Zagor se jedva vraća u Fort Trast gde mu lekari pružaju negu. Kada mu Frida Lang saopštava da želi da se uda za njega, Zagir uspeva da je odgovori i beži kroz prozor, te zajedno sa čikom napušta utvrđenje.

## Prethodna i naredna epizoda
Prethodna sveska Zagora nosila je naziv Preživeli (ZS340), a naredna Stižu samuraji (ZS346).

## Reprize u Srbiji
Ova epizoda reprizirana je do sada dva puta u Srbiji. U ediciji Odabrane priče #41 izašla 14. decembra 2017 (ukupno 406 strana; cena 580 dinara (4,9 €), te u biblioteci Zagor, knjiga #31 izašla 2020. godine (tvrde korice; cena 2800 din (23 €)). Broj #31 je po prvi put takođe bio štampan sa koricom A i B, koricu B je nacrtao Maurio Laurenti.